# Édouard Candeveau
Édouard Candeveau est un rameur suisse, né le 11 février 1898 et mort en novembre 1989.

## Biographie
Aux Jeux olympiques d'été de 1920 à Anvers, il est médaillé de bronze en deux avec barreur. Il remporte la médaille d'or de cette épreuve aux Jeux olympiques d'été de 1924 à Paris
Édouard Candeveau obtient six médailles continentales : une médaille d'argent en deux avec barreur aux Championnats d'Europe d'aviron 1920 à Mâcon, une médaille d'or en deux avec barreur aux Championnats d'Europe d'aviron 1922 à Barcelone et aux Championnats d'Europe d'aviron 1923 à Côme, une médaille de bronze en quatre avec barreur aux Championnats d'Europe d'aviron 1925 à Prague, une médaille d'or en deux de couple aux Championnats d'Europe d'aviron 1929 à Bydgoszcz et une médaille d'or en skiff aux Championnats d'Europe d'aviron 1931 à Paris.